# 埃爾奇

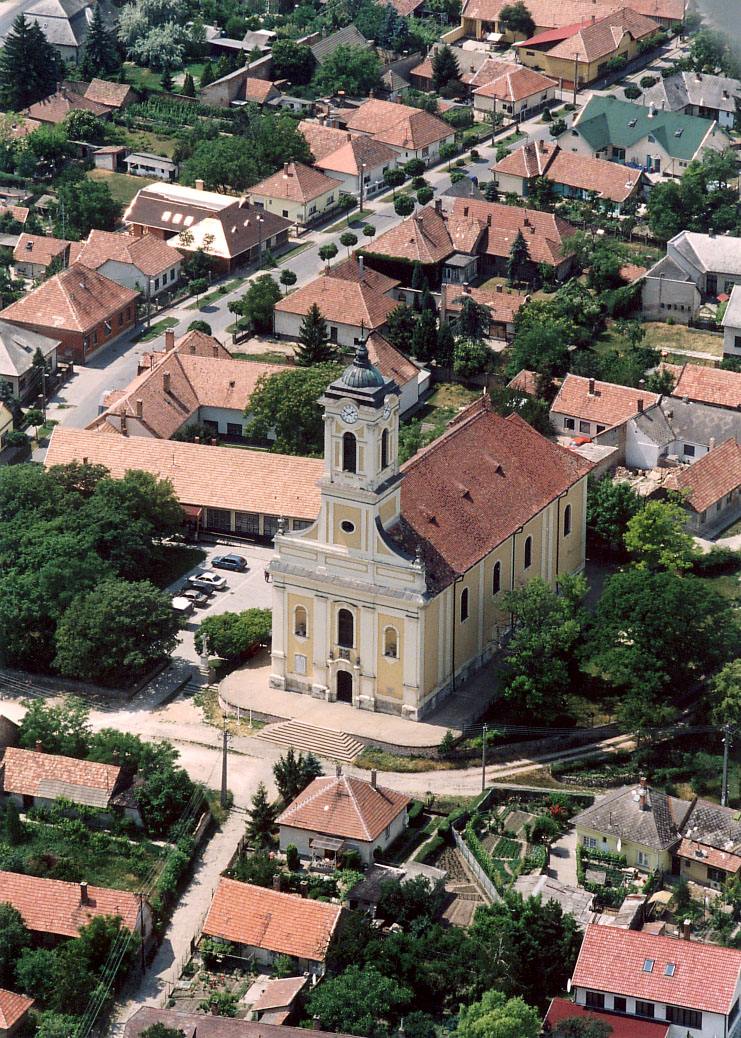

埃爾奇是匈牙利的城鎮，位於該國中部，距離首都布達佩斯35公里，由費耶爾州負責管轄，面積65.31平方公里，2011年人口8,115，其中約六成居民信奉天主教。

## 外部連結
- Ercsi official site （页面存档备份，存于）
- Introduction of Ercsi[永久]